# Lucien Buysse
Lucien Buysse (11 de setembro de 1892, Wontergem – 3 de janeiro de 1980) foi um ciclista belga.
Foi o vencedor do Tour de France em 1926 .